# HUGO Gene Nomenclature Committee
HUGO Gene Nomenclature Committee (HGNC) утверждает уникальные и значимые имена для всех известных человеческих генов на основе опроса экспертов. В дополнение к длинным названием, HGNC также указывает аббревиатуру (называющуюся символом) для каждого гена. HGNC является частью международной организации по изучению генома человека(HUGO).

## Цель
Часто аббревиатуры и/или символы генов, а также полные имена генов не унифицированы для одного гена.
Например, аббревиатура CAP может относиться к любому из 6 различных генов (BRD4, CAP1, LNPEP, PTPLA, SERPINB6, and SORBS1).
Короткие имена гена или символы генов HGNC, в отличие от ранее использованных или опубликованных символов, относятся только к одному гену. Это может привести к использованию ранее малоиспользуемой аббревиатуры, но уменьшает путаницу в том, к которому гену она относится.

## Правила именования
HGNC резюмирует свой подход к именованию генов и присвоению символов (сокращения имени гена) следующим образом:
1. Генные символы должны быть уникальными;
2. Символы должны содержать только латинские буквы и арабские цифры;
3. Символы не должны содержать знаков препинания или «G» для обозначения гена;
4. Символы не содержит никаких ссылок на вид, для которого они закодированы, например, «H/h» для человека.

Полное описание принципов номенклатуры HGNC можно найти на веб-сайте . HGNC вводит суффиксы _v1, _v2,.. для различия между вариантами сплайсинга и _pr1, _pr2,.. для промоторов одного гена.
HGNC также утверждает, что «номенклатура генов должна развиваться в соответствии с новыми технологиями, а не быть ограничительной как это иногда происходит, когда применяются историческая и единая номенклатуры для наименования генов»

## Процедура наименования
При назначении номенклатуры для нового гена HGNC прилагает усилия, чтобы связаться с авторами, которые опубликовали работы о человеческом геноме, по электронной почте, и запрашивают предлагаемую номенклатуру. Для того чтобы работать своевременно, есть ограничение на срок в две недели для ответа, но срок может быть продлён. HGNC также координирует работу с соответствующими номенклатурными комитетами для мыши и крысы, другими кураторами баз данных и экспертами в данной конкретной семьи генов или наборов генов.

## Редакция
Процедура пересмотра имени гена похожа на процедуру наименования, но изменение стандартизированного названия гена после установления консенсуса может создать путаницу и достоинство этой процедуры достаточно спорно. По этой причине HGNC направлена на изменение имени гена, только если получено согласие большинства исследователей, работающих над этим геном.